# TW Близнецов
TW Близнецов (лат. TW Geminorum), HD 53792 — одиночная звезда в созвездии Близнецов на расстоянии приблизительно 2479 световых лет (около 760 парсек) от Солнца. Видимая звёздная величина звезды — +8,49m.

## Характеристики
TW Близнецов — оранжево-красный гигант спектрального класса M0III, или K5. Радиус — около 54,85 солнечных, светимость — около 638,218 солнечных. Эффективная температура — около 3917 К.
Ранее считалась переменной звездой, но дальнейшие наблюдения переменности не подтвердили.